# London Express
London Express to drugi album meksykańskiej piosenkarki Elan. Największym hitem z tego albumu jest jego drugi singel, This Fool's Life. Album ten ma swe korzenie w muzyce Beatlesów, których Elan nazwała "jedynym zespołem, który zmienił wszystko". 

## Spis utworów
1. Be Free (5:07)
2. Whatever It Takes (3:54)
3. Don't Worry (3:04)
4. Devil in Me (5:16)
5. Like Me (3:31)
6. London Express (3:03)
7. This Fool's Life (3:39)
8. Nobody Knows (7:14)
9. Someday I Will Be (5:17)
10. The Big Time (3:34)
11. Glow (3:56)
12. Sweet Little You (3:05)
13. Get Your Blue (4:54)

### Single
- Be Free
- This Fool's Life
- Whatever It Takes